# Cauê Moura
Cauê Moura Piovesan (Jundiaí, 11 de novembro de 1987), é um youtuber, empresário, influenciador digital, podcaster, músico e publicitário brasileiro.
Atualmente, seu canal tem mais de 5 milhões de inscritos e seus vídeos somam mais de 600 milhões de visualizações.

## Carreira
Nascido no interior do estado de São Paulo, Cauê começou a fazer vídeos para o YouTube em 2010, sendo considerado um dos pioneiros, ao lado de Felipe Neto, no estilo “vlog” do Brasil.
Começou a ganhar certo espaço na cena do YouTube brasileiro, falando sobre temas polêmicos, como a política nacional, sempre utilizando de humor ácido. Cauê teve uma audiência muito própria e pouco exposta no começo de sua carreira. Todavia, uma polêmica envolvendo um vídeo no qual faz uma paródia da música Gangnam Style, criticando o cantor brasileiro Latino, fez com que ele catapultasse para uma visibilidade nacional por meio de uma reportagem do Programa Pânico na Band.
Hoje, Cauê conta com uma audiência sólida, cativa e engajada. É também uma personalidade ativa no Twitter e no Instagram, acumulando 2,5 milhões e 1 milhão de seguidores, respectivamente. Em paralelo a essas atividades, também é fundador de uma loja e-commerce de produtos, agregada ao seu canal no YouTube, a loja Desce a Letra.
Seu último projeto lançado foi o Poucas, um programa de entrevistas em parceria com a plataforma MOV do portal UOL, que é transmitido em vídeo ao vivo e relançado em formato de podcast nas mais variadas formas de streaming, tais como Spotify e Google Podcasts. Pelo seu trabalho no YouTube, foi-lhe concedido o Shorty Awards de YouTubeStar de 2013.
Em 2015, participou do videoclipe da música On the Rocks, do Ricardo Cruz.
Em 2017, Cauê atuou no filme Internet: O Filme, tendo seu colega Rafinha Bastos como ator e roteirista.
De 2017 a 2020 apresentou no YouTube o programa Ilha de Barbados ao lado de Rafinha Bastos e PC Siqueira. A partir de 2021, o programa retoma, apenas com Cauê e Rafinha.

### Polêmicas
Em 2020, pediu desculpas públicas ao pastor Silas Malafaia em um vídeo publicado em seu canal no YouTube, atitude decorrente de um processo na Justiça por injúria movido pelo religioso contra o youtuber em 2017.
Em fevereiro de 2022, se envolveu em uma polêmica com Jair Bolsonaro, por um vídeo em que o presidente aparece atirando.
Em setembro de 2024, foi condenado a pagar uma indenização de R$ 20 mil por danos morais aos músicos Roger Moreira e Marcos Kleine, do Ultraje a Rigor.